# 2005 Rolex Transatlantic Challenge
Le 2005 Rolex Transatlantic Challenge est une compétition nautique transatlantique organisée en 2005 afin de célébrer le centenaire de la Kaiser's Cup (en). Partie du phare d'Ambrose, dans le New Jersey, le 22 mai 2005, la course s'est terminée sur l'île de Wight. Elle a été remportée par la Mari-Cha IV (en) (propriété de Robert Warren Miller), qui a effectué la traversée en 9 jours, 15 heures, 55 minutes et 23 secondes.